# Philadelphus subcanus
Philadelphus subcanus är en hortensiaväxtart som beskrevs av Emil Bernhard Koehne. Philadelphus subcanus ingår i släktet schersminer, och familjen hortensiaväxter.

## Underarter
Arten delas in i följande underarter:
- P. s. dubius
- P. s. magdalenae